# Panajot Chitow

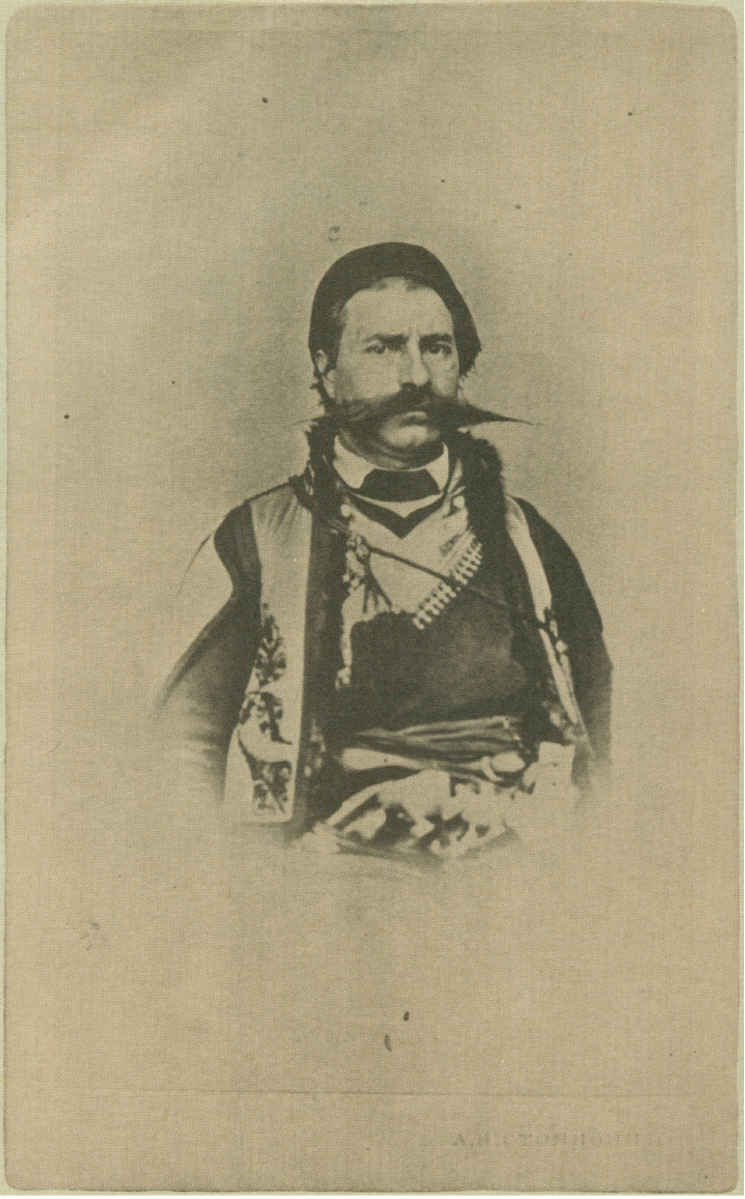
Panajot Chitow

Panajot Iwanow Chitow (bulgarisch Панайот Иванов Хитов; * 11. November 1830 in Sliwen; † 22. März 1918 in Russe, heute Bulgarien) war ein bulgarischer Heiducke, Woiwode und Freiheitskämpfer während der Bulgarischen Nationalen Wiedergeburt.

## Leben
Panajot Chitow wurde 1830 in der südbulgarischen, zu damaligen Zeitpunkt im osmanischen Reich gelegenen „Stadt der 100 Woiwoden“ Sliwen als Sohn eines wohlhabenden Schafzüchters geboren. 1858 wurde er Hajduke in der Tscheta von Georgi Trankin. Zwei Jahre später, nach dem Tode von Trankin, wurde er von den anderen Hajduken zum Tschetaführer gewählt. Seine Freischar war zu jener Zeit die aktivste in ganz Südostbulgarien. Unter seiner Führung standen unter anderem Chadschi Dimitar, Stojan Papazow und Djado Schelko. Zwischen 1864 und 1865 nahm er Kontakt mit Georgi Rakowski, dem Ideologen des bulgarischen Freiheitskampfes auf. Auf seinen Einfluss ist auch zurückzuführen, dass Chitow seine Tscheta auflöste, um eine neue zu gründen und sie in den Dienst der Befreiung Bulgariens von der osmanischen Herrschaft zu stellen. Zu diesem Zweck rekrutierte Chitow 1864 unter der bulgarischen Bevölkerung in Belgrad und Kragujevac Kämpfer. Unter seiner Führung setzte sich die Tscheta in die bergige Region um Pirot und Berkowiza ab, um gegen die Fremdherrscher zu kämpfen. 
Wegen seiner Erfahrung wurde Chitow von Rakowski im Vorübergehenden Gesetz der Tschetas für den Sommer 1867 (bulg. "Привременен закон за народните и горски чети от 1867-лето") zum „Obersten Bulgarischen Woiwoden“ (bulg. главен български войвода) erklärt. Damit unterstanden alle bulgarischen Tschetas der militärischen Führung von Chitow. Rakowski und Chitow zielten damit auf eine Koordination der militärischen Aktionen im Kampf gegen die Fremdherrscher. Nach dem überraschenden Tod Rakowskis am 28. April 1867 scheiterten die großen Pläne.
Chitow setzte die Arbeit im Sinne Rakowskis, dass Bulgarien nur von außen militärisch befreit werden kann, jedoch fort. Er überquerte mit einer 30 Mann starken Tscheta bei Oltenița-Tutrakan die rumänisch-osmanische Grenze in Richtung Balkangebirge. Fahnenträger der Tscheta, die in der Region um Sliwen und Kotel tätig war, war Wasil Lewski. Sein Ziel war nicht, einen weiteren unvorbereiteten Aufstand zu provozieren, sondern vielmehr Strukturen für einen späteren, groß angelegten und gut vorbereiteten Aufstand zu schaffen.
Im August des gleichen Jahres 1867 verbündete er sich mit der Tscheta von Filip Totju. Die zwei Tschetas überquerten das Balkangebirge von Ost nach West Richtung Serbien. Erneut In Serbien angekommen, setzte sich Chitow in Belgrad als Pensionär zur Ruhe, er erhielt von Serbien eine Rente. Seine Kontakte und Erfahrungen waren auch von dem serbischen Machthaber geschätzt und sie versuchten ihn für ihre Seite zu gewinnen.
In dieser Zeit (1868–1871) blieb Chitow mit dem neuen Ideologen des bulgarischen Freiheitskampfes, seinem ehemaligen Fahnenträger Wasil Lewski in engem Kontakt. Beide hatten jedoch Differenzen, wie dieser Freiheitskampf aussehen sollte. Während Lewski Verfechter der Idee war, dass ein erfolgreicher Kampf nur aus dem Volke im unterjochten Bulgarien heraus stattfinden konnte und zu diesem Zweck in Bulgarien ein Netz von revolutionären Komitees aufbaute, sah der große Woiwodenführer den Erfolg nur in der Befreiung von außen mit Unterstützung der Nachbarländer.
Chitow war auch Verfechter der Idee, dass der bulgarische Befreiungskampf mit den serbischen militärischen Auseinandersetzungen gegen das Osmanische Reich koordiniert werden sollte. Zu diesem Zeitpunkt erkannte der 38-jährige Woiwode klar, dass die kleinen verstreuten Freischaren nicht in der Lage waren, das starke Militär des Osmanischen Reiches zu besiegen. Und obwohl er sich verpflichtet sah den jungen Revolutionären in der Person von Lewski und des neugegründeten Bulgarischen zentralen revolutionären Komitees in Bukarest zu helfen, versuchte er erneut, durch geheime Vereinbarungen mit ausländischen Woiwoden das Gebiet der Freischärler auszuweiten. Ohne Absprache mit Lewski und dem inzwischen in Bukarest gegründeten Bulgarischen Revolutionären Zentralkomitee (BRZK), ging Chitow im August 1871 eine Verpflichtung mit dem Montenegrinischen Woiwoden Matanovic ein, einen gemeinsamen, gleichzeitigen Aufstand in Bulgarien, Bosnien, Herzegowina und Albanien zu organisieren und durchzuführen. 

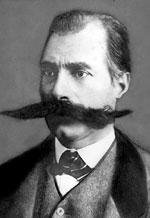
Panajot Chitow als Bürger von Russe

Erst im April 1872 wurde Chitow Mitglied des BRZK. Im selben Jahr veröffentlichte er seine Memoiren („Die Balkan-Hajduken“, ins Deutsche übersetzt von Rosen, Leipzig 1878). Im Serbisch-Türkischen Krieg wurde Chitow, wie Hajduk Welko zum Woiwoden ernannt und kämpfte an der Seite der Serben. Im Juli 1877 wurde Chitow jedoch zum Hauptwoiwoden der bulgarischen Tschetas von Filip Totju, Iljo Wojwoda und Christo Makedonski in der serbischen Armee. 
Die Ideen Chitows scheiterten am Widerstand innerhalb des BRZKs. Auf Grund seiner langjährigen Erfahrung kam Panajot Chitow zu dem Schluss, dass der Aprilaufstand von 1876 scheitern wird und beteiligte sich nicht daran, obwohl man in ihm, wie von Rakowski schon zuvor vorgeschlagen, den Anführer der Tschetas und Oberste Woiwode gesehen hatte.
Trotz seiner blutigen Niederschlagung schlug der „Aprilaufstand“ „eine unheilbare Wunde“ ins Herz des Osmanischen Reiches und führte zum Russisch-türkischen Krieg von 1877 bis 1878, der Bulgarien die Freiheit brachte. Panajot Chitow nahm als Freiwilliger und Anführer einer Tscheta aktiv am Krieg teil und verhalf durch seine Kenntnis des Geländes und der geheimen Pfade den russischen Truppen, erfolgreich das Balkangebirge zu überqueren. Er erhielt dafür zwei Tapferkeitsmedaillen.
Nach der Befreiung Bulgariens ließ sich Chitow in Russe nieder, wo er sich politisch engagierte. Wie in seinen Jugendjahren, trat er einer revolutionären Organisation bei, die das teilunabhängige Fürstentum Bulgarien und die unter türkischer Herrschaft stehende Provinz Ostrumelien (Südbulgarien) vereinen wollte, die nach dem Berliner Vertrag von 1878 getrennt waren. 1885 war Chitow in seiner Heimatstadt Sliwen an der Spitze eines der Komitees des Bulgarischen Geheimen Zentralen Revolutionären Komitees (BGZRK), das gegen die Regierung in der osmanische Provinz putschte und die Vereinigung Bulgariens proklamierte. Im anschließenden Serbisch-Bulgarischen Krieg nahm Chitow als Freiwilliger teil. 

Nach einem gescheiterten Putsch der prorussischen Kräfte gegen den bulgarischen Fürsten Alexander I., der von Russland unterstützt wurde, folgte ein Gegenputsch. Nach der Wiedereinsetzung des Zaren und der folgenden Regentschaft des Ministerpräsidenten Stefan Stambolow geriet Chitow, wegen seiner prorussischen Politik in Ungnade. Chitow wurde 1892, wegen der Unterstützung prorussische Kräfte ins Gefängnis gesteckt. Dank einer großen Unterstützung aus der Bevölkerung konnte Chitow gegen eine zu den damaligen Zeiten kolossale Kaution von 5.000 Lewa das Gefängnis verlassen. 

„Dass ich es erleben musste, von Bulgaren eingekerkert zu werden“

, schrieb danach Panajot Chitow mit Bitterkeit. 
Chitow starb am 22. März 1918 in Russe im Alter von 87 Jahren. Zuvor beschrieb er sein stürmisches Leben in einem kleinen Buch mit dem Titel „Meine Reise im Stara-Planina-Gebirge und das Leben einiger bulgarischer alter und neuer Woiwoden“.
Seit 2013 trägt der Hitov Spur seinen Namen, ein Gebirgskamm im Grahamland in der Antarktis.